# Портопало-ди-Капо-Пассеро
Портопало-ди-Капо-Пассеро (итал. Portopalo di Capo Passero) — коммуна в Италии, располагается в регионе Сицилия, подчиняется административному центру Сиракуза.
Население составляет 3500 человек, плотность населения составляет 250 чел./км². Занимает площадь 14,87 км². Почтовый индекс — 96010. Телефонный код — 0931.
Покровителем населённого пункта считается San Gaetano di Thiene.